# Shenyang

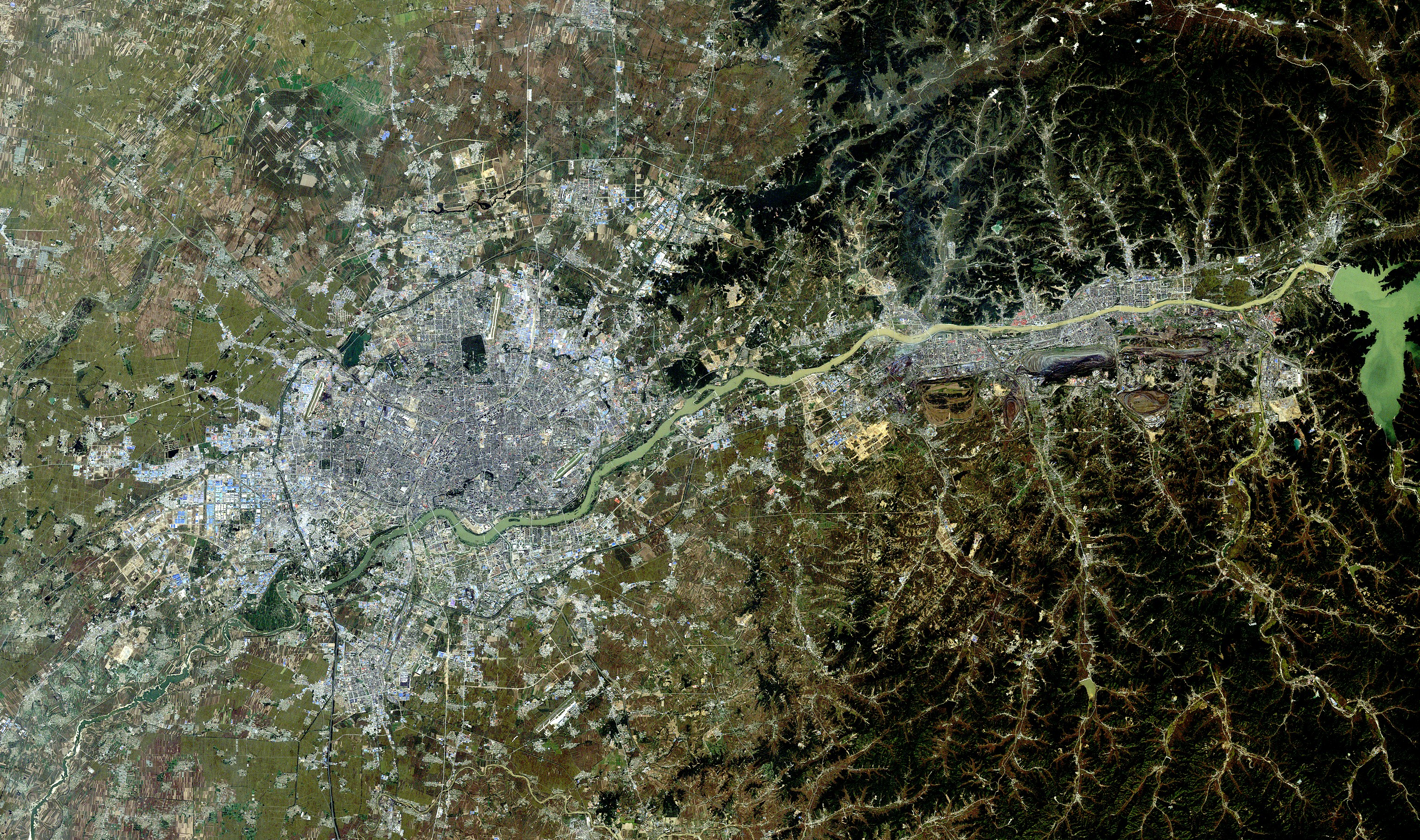
Satellitenbild Shenyang

Shenyang (chinesisch 瀋陽市 / 沈阳市, Pinyin Shěnyáng Shìⓘ) liegt im Nordosten der Volksrepublik China und ist die Hauptstadt der Provinz Liaoning und eine der in dieser Provinz zwei, in ganz China 15 provinzunmittelbaren Städte.
Es ist das kulturelle und wirtschaftliche Zentrum der nordostchinesischen Mandschurei. Im europäischen Schrifttum ist die Stadt auch noch unter dem ursprünglichen Namen Mukden (mandschurisch: ᠮᡠᡴᡩᡝᠨ) als Hauptstadt der Mandschurei bekannt. Frühere Namen der Stadt waren Shengjing (盛京) und Fengtian (奉天).

## Geographie
Shenyang liegt im Nordosten der Volksrepublik China, im Süden der fruchtbaren mandschurischen Ebene am Fluss Hun He, einem Nebenfluss des Liao He, der in etwa 170 km Entfernung vom Stadtgebiet in den Golf von Liaodong des Gelben Meeres mündet.
Die ältere Stadt lag lange Zeit nur am rechten Nordufer des Flusses, seit einigen Jahren und dem Bau weiterer Brücken besetzt die schnell wachsende Kommune jedoch auch die linke Flussseite im Süden. Hier steht auf großen heute noch landwirtschaftlich genutzten Flächen der Raum zur Verfügung, den die expansive Stadt benötigt.

### Administrative Gliederung
Auf Kreisebene setzt sich die Unterprovinzstadt Shenyang aus zehn Stadtbezirken, zwei Kreisen und einer kreisfreien Stadt zusammen. Diese sind (Stand: Zensus 2020):
- Stadtbezirk Shenhe (瀋河區 / 沈河区), 60 km², 782.628 Einwohner;
- Stadtbezirk Huanggu (皇姑區 / 皇姑区), 66 km², 877.287 Einwohner;
- Stadtbezirk Heping (和平區 / 和平区), 60 km², 730.785 Einwohner;
- Stadtbezirk Dadong (大東區 / 大东区), 100 km², 754.952 Einwohner;
- Stadtbezirk Tiexi (鐵西區 / 铁西区), 469 km², 1.335.935 Einwohner;
- Stadtbezirk Sujiatun (蘇家屯區 / 苏家屯区), 781 km², 524.336 Einwohner;
- Stadtbezirk Hunnan (渾南區 / 浑南区), 809 km², 798.765 Einwohner;
- Stadtbezirk Liaozhong (遼中區 / 辽中区), 1.460 km², 395.017 Einwohner;
- Neuer Stadtbezirk Shenbei (沈北新區 / 沈北新区), 814 km², 619.375 Einwohner;
- Stadtbezirk Yuhong (于洪區 / 于洪区), 500 km², 1.066.062 Einwohner;
- Kreis Faku (法庫縣 / 法库县), 2.284 km², 340.933 Einwohner;
- Kreis Kangping (康平縣 / 康平县), 2.167 km², 278.384 Einwohner;
- Stadt Xinmin (新民市), 3.300 km², 565.634 Einwohner.

## Geschichte
Die Stadtgründung liegt ca. 2300 Jahre zurück. Überregionale Bedeutung bekam der Ort aber erst, als sich mit den Mandschu-Herrschern die politische Macht im Nordosten Chinas niederließ. Von 1625 bis 1644 war Shenyang unter dem Namen Mukden (奉天,  Fèngtiān) die Hauptstadt des Mandschurischen Staates. Mit der weiteren Ausbreitung der Macht über weite Teile des chinesischen Kernlandes verlegte man 1644 den Regierungssitz nach Peking. Deshalb steht in Shenyang der einzige kaiserliche Palast (故宫,  Gùgōng) Chinas außerhalb der Verbotenen Stadt in Peking. Er wurde von Nurhachi (1559–1626) begonnen und von seinem Sohn Huang Tai Chi (1592–1643) vollendet. Von hier aus eroberte die mandschurische Qing-Dynastie China und regierte es bis zum Ende des Kaiserreiches 1911. Die ersten Kaiser der Qing-Dynastie sind in bedeutenden Gräbern um Shenyang bestattet.
Im Russisch-Japanischen Krieg endete eine der größten Schlachten des Krieges am 10. März 1905 mit der Einnahme der Stadt durch die Japaner.
1931 kam es hier zum Mukden-Zwischenfall, dem Auslöser für die Mandschurei-Krise, als dessen Folge die Mandschurei von Japan besetzt und der Vasallenstaat Mandschukuo gegründet wurde. Er war bei den Chinesen verhasst und ging mit der Kapitulation Japans 1945 unter.
Shenyang ist der südliche Einstieg in die jahrzehntelang gefürchtete „rostige Zone“ Nordostchinas, die durch umweltzerstörenden Bergbau, umweltverschmutzende Eisen- und Stahlerzeugung sowie veraltete Kohlekraftwerke wenig Lebensqualität bot. Diese Zone, welche sich bis Harbin erstreckt, ist seit einigen Jahren ins Blickfeld der Zentralregierung gerückt. Erste Erfolge sind zu beobachten: die ehemals unsäglich kohlestaubverschmutzten Land- und Ortsstraßen wurden durch das neue Autobahnnetz entlastet, und langsam ziehen moderne Filtertechniken ein, um die besonders schwefelhaltigen Steinkohleabgase zu entgiften.
Bevölkerungsentwicklung der Agglomeration laut UN
| Jahr | Einwohnerzahl |
| ---- | ------------- |
| 1950 | 2.168.000     |
| 1960 | 2.699.000     |
| 1970 | 3.156.000     |
| 1980 | 3.418.000     |
| 1990 | 3.771.000     |
| 2000 | 4.737.000     |
| 2010 | 5.849.000     |
| 2017 | 6.777.000     |

## Klimatabelle
|                       | Jan   | Feb   | Mär  | Apr  | Mai  | Jun  | Jul  | Aug  | Sep  | Okt  | Nov  | Dez   |   |      |
| Mittl. Tagesmax. (°C) | −5,2  | −1,7  | 6,4  | 16,0 | 23,2 | 27,1 | 29,0 | 28,3 | 23,5 | 15,9 | 5,7  | −2,2  | ⌀ | 13,9 |
| Mittl. Tagesmin. (°C) | −16,6 | −13,1 | −4,4 | 3,8  | 11,1 | 16,6 | 20,4 | 19,3 | 11,9 | 4,1  | −4,2 | −12,5 | ⌀ | 3,1  |
|                       |       |       |      |      |      |      |      |      |      |      |      |       |   |      |
| Niederschlag (mm)     | 7     | 8     | 16   | 43   | 55   | 87   | 167  | 157  | 77   | 42   | 17   | 9     | Σ | 685  |
|                       |       |       |      |      |      |      |      |      |      |      |      |       |   |      |
| Sonnenstunden (h/d)   | 5,4   | 6,4   | 7,5  | 8,0  | 8,6  | 8,2  | 6,9  | 7,2  | 7,9  | 7,0  | 5,5  | 4,9   | ⌀ | 7    |
|                       |       |       |      |      |      |      |      |      |      |      |      |       |   |      |
| Regentage (d)         | 2     | 2     | 3    | 5    | 6    | 8    | 11   | 9    | 6    | 4    | 3    | 2     | Σ | 61   |
|                       |       |       |      |      |      |      |      |      |      |      |      |       |   |      |
| Luftfeuchtigkeit (%)  | 64    | 58    | 54   | 53   | 55   | 68   | 78   | 79   | 72   | 68   | 65   | 64    | ⌀ | 64,9 |

| −16,6 |

| −13,1 |

| −4,4 |

| 3,8 |

| 11,1 |

| 16,6 |

| 20,4 |

| 19,3 |

| 11,9 |

| 4,1 |

| −4,2 |

| −12,5 |

| −16,6 |

| −13,1 |

| −4,4 |

| 3,8 |

| 11,1 |

| 16,6 |

| 20,4 |

| 19,3 |

| 11,9 |

| 4,1 |

| −4,2 |

| −12,5 |

## Sehenswürdigkeiten, Freizeit und Sport
In einer Rangliste der Städte nach ihrer Lebensqualität belegte Shenyang im Jahre 2019 den 158. Platz unter 231 untersuchten Städten weltweit. Die Lebensqualität war damit niedriger als in chinesischen Städten wie Peking (Platz: 120), Shanghai (Platz: 103) oder Nanjing (Platz: 140) jedoch höher als in Jilin (Platz: 169).
Zu den touristischen Attraktionen zählt der oben erwähnte Kaiserpalast, (故宫), ein kleinerer Vorläufer der bekannteren Pekinger Verbotenen Stadt und ein Palast der Mandschurenherrscher. Die Anlage wurde 2004 von der UNESCO als Teil der kaiserlichen Paläste der Ming- und Qing-Dynastien in die Liste des Welterbes aufgenommen.
Daneben gibt es mehrere Kaisergräber, von denen zwei im Stadtgebiet liegen. Dongling, das Grab Nurhachis, liegt im Osten der Stadt, Beiling, das Grab Huang Taijis, liegt im Norden – beide inmitten großer Parks; der Beiling-Park ist mit über 350 Hektar Fläche ungefähr so groß wie der Central Park in New York City.
Die vier Pagoden liegen in gleichem Abstand von der Verbotenen Stadt aus in den vier Himmelsrichtungen verteilt. Die einzige dieser Pagoden, die die Zerstörungswut der Großen Kulturrevolution überlebt hat, ist die nördliche Pagode (北塔). Die übrigen wurden nach dem Ende der Kulturrevolution originalgetreu rekonstruiert.
Die Mao-Zedong-Statue wurde 1970 enthüllt.
Seit Mai 2006 sind östlich Shenyangs der Vogelinsel-Park (鳥島 / 鸟岛) mit einem Seeaquarium und die Internationale Gartenausstellung (IGA) zu besichtigen. Die IGA hat u. a. eine interessante Ansammlung von Gärten zu bieten, die in reicher Vielfalt die unterschiedlichsten Gartenbautraditionen der chinesischen Provinzen vorstellen. In den letzten Jahren hat die Stadtverwaltung die vorrangige Anlage von Straßenbegleitgrün an den Autobahnringen sowie neuen Park- und Grünflächen in den Fluss- und Kanaluferbereichen verstärkt, um dem hohen Verschmutzungsgrad durch Industrie- und Verkehrsemissionen entgegenzuwirken. Shenyang ist zur „Nationalen Modellstadt für Umweltschutz“ ernannt worden und kann somit auf Unterstützung aus Peking zurückgreifen.
Im lange anhaltenden Winter ist Wintersport in den ca. 30 km östlich von Shenyang gelegenen Qipanshan-Bergen (棋盤山風景區 / 棋盘山风景区) möglich. Die breiten, mäßig steilen Skipisten sind gut für Anfänger geeignet.
In den Qipanshan-Bergen gibt es auch einen Safaripark, wo es möglich ist, mit dem eigenen Wagen durch Freigehege mit Tigern, Löwen, Bären und anderen Großtieren zu fahren. Außerdem fährt ein Bus Touristen durch die Freigehege. Neuerdings findet auch in Shenyang allwinterlich ein Eisskulpturenfest (冰燈節 / 冰灯节) ähnlich dem berühmten Eisskulpturenfest in Harbin statt.
Shenyang entwickelt sich aufgrund der wirtschaftlichen Prosperität immer mehr zu einem regionalen kulturellen Zentrum mit wachsender multikultureller Szene. Abends ziehen vor allem riesige Karaoke-Bars, aber auch einige Discos und Bars in westlichem Stil ein großes Publikum an.
Shenyang war Austragungsort einiger Fußballspiele der Olympischen Sommerspiele 2008. Dazu wurde mit dem Olympischen Stadion Shenyang eigens ein neues Mehrzweckstadion mit offenem Dach für 60.000 Zuschauer gebaut. Es liegt im Süden und bildet den Mittelpunkt einer großzügig angelegten Urbanisation, die mit ihren breiten Straßen und Zubringern US-amerikanischen Vorbildern offensichtlich den Rang ablaufen möchte.
Höchstes Gebäude der Stadt war lange Zeit der Fernsehturm Shenyang, welcher 2014 vom 384 Meter hohen Bürogebäude des Forum 66 abgelöst wurde.

### Einkaufszentren
Bekannte Einkaufszentren im Stadtgebiet sind die Fußgängerzone Zhongjie (中街) nördlich nahe der Verbotenen Stadt sowie die Fußgängerzone Taiyuanjie (太原街) unweit des Bahnhofs (瀋陽站 / 沈阳站). Weitere Megamalls sind in Planung. Für eine innerstädtische Mall wurde sogar ein erst 18 Jahre altes Stadion abgerissen, weil die Grundstückspreise in der City hochgeschossen sind.

### Küche
Eine bekannte Spezialität Shenyangs ist die deftige regionale Küche des Nordostens (東北菜 / 东北菜), insbesondere die bei „Laobian Jiaozi“ (老邊餃子 / 老边饺子) in der Zhongjie (s. o.) gereichten nordostchinesischen Teigtaschen. Auch Gaststätten, die die eher scharfe Sichuan-Küche oder gar muslimische Küche anbieten, sind in der Stadt zu finden.

### Internationale Gemeinschaft
Shenyang ist Sitz der Generalkonsulate Deutschlands, Frankreichs, Japans, Südkoreas, Nordkoreas und der USA. Der International Club Shenyang ist eine Organisation von in Shenyang lebenden Expatriierten. Insbesondere in den Stadtvierteln um die westliche Pagode (西塔) lebt eine starke koreanische Minderheit.

## Wirtschaft, Ausbaupläne

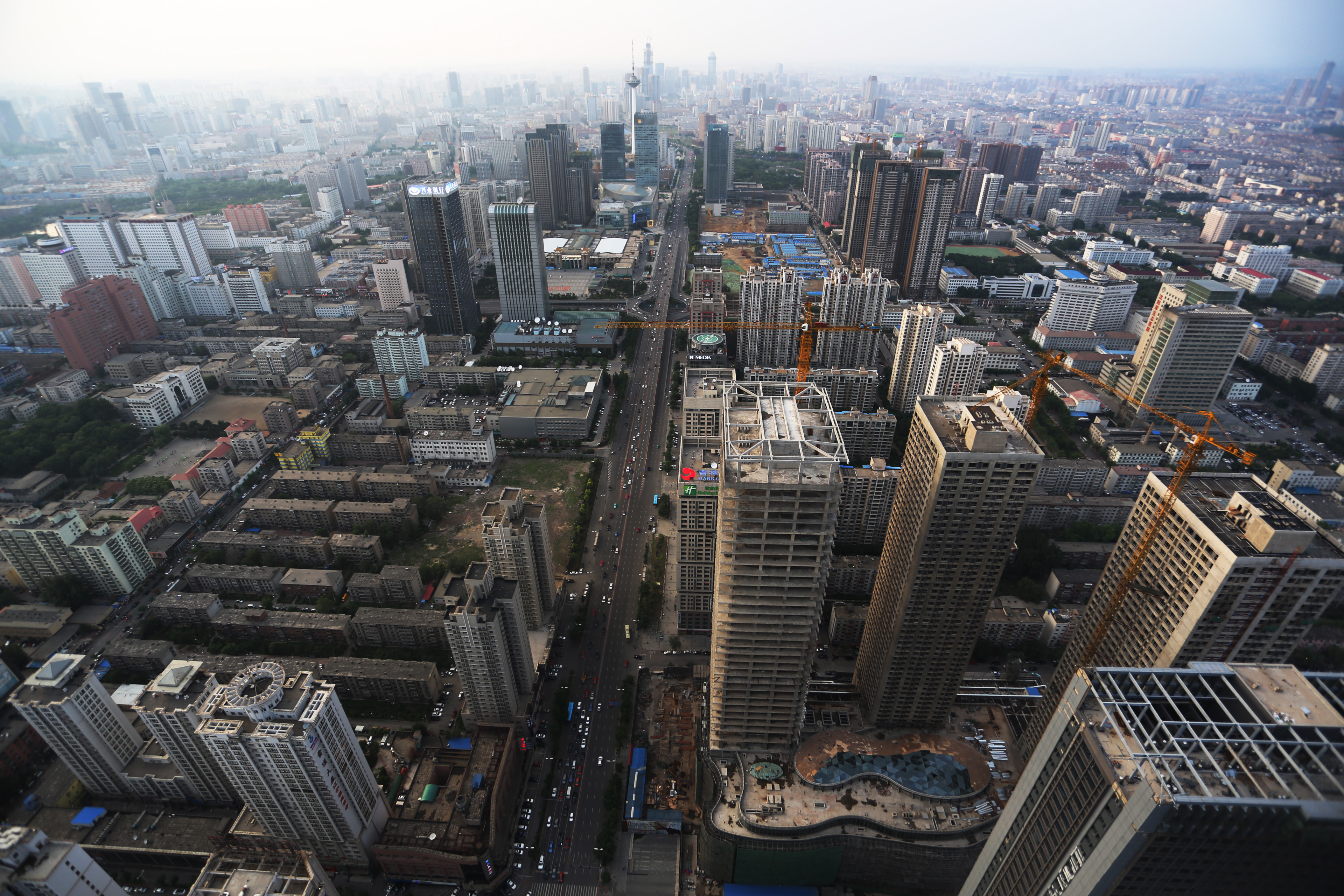
Zentrum von Shenyang

Shenyang nennt sich in einer Eigenwerbung „Eine Stadt voller Vitalität“. Begründet ist das vor allem mit der für chinesische Verhältnisse ungewöhnlich vielfältigen Wirtschaft. Es gibt die drei großen Felder Chemische Industrie, Maschinen- und Fahrzeugbau und Hightech. Die chemische Industrie basiert auf den in der Provinz reichlich vorhandenen Kohle- und Erzvorkommen, es werden vor allem chemische Vorprodukte erzeugt und über die Eisenbahn ins ganze Land versendet. Der Maschinenbau umfasst Traktoren, Lokomotiven, Werkzeugmaschinen, Turbinen und Stahlkonstruktionen wie Brücken, Kräne und Hafenanlagen. Eine nicht unbedeutende Produktion ist auch die Herstellung von Militärflugzeugen (z. B. das aus der MIG weiterentwickelte Jagdflugzeug Shenyang J-8), sowie Raketen und Ausrüstung für die chinesischen Weltraumprojekte. Der Automobilbau mit Zulieferindustrie ist hier ebenso vertreten wie der Waggonbau. Von der Leichtindustrie hat sich die Nahrungsmittelproduktion erhalten. Eine besondere staatliche Förderung erfährt z. Z. die Hightech-Industrie. Im Süden Shenyangs ist ein großes Areal eigens als Hightechzone ausgewiesen, in der die Softwareproduktion einen Schwerpunkt bildet. Hier bekommen z. B. aus den westlichen Ländern zurückkehrende chinesische Wissenschaftler und Ingenieure finanzielle Anreize und hervorragende Arbeitsbedingungen.
Abgerundet werden die wirtschaftlichen Aktivitäten durch eine intensivierte Ausstellungspolitik. Shenyang hat zwei mittelgroße Messezentren, eines zur Darstellung der Provinzwirtschaft und eines für wechselnde thematische Messen, z. B. China und Südkorea. In jedem Fall steht stets die zukunftsorientierte Umgestaltung Shenyangs von einer grauen Industriestadt in eine moderne Wirtschaftsmetropole im Mittelpunkt.
Im April 2010 hat der chinesische Staatsrat eine Regionalentwicklungsstrategie für Shenyang verabschiedet, nach der aus Shenyang eine Metropolregion mit den umgebenden sieben weiteren Großstädten gebildet werden soll. Durch den Ausbau des Verkehrsnetzes soll jede der Städte innerhalb einer Stunde von Shenyang aus erreichbar sein.
Laut einer Studie aus dem Jahr 2014 erwirtschafte Shenyang ein Bruttoinlandsprodukt von 189,3 Milliarden US-Dollar in Kaufkraftparität. In der Rangliste der wirtschaftsstärksten Metropolregionen weltweit belegte die Stadt damit den 59. Platz. Das BIP pro Kopf liegt bei 26.020 US-Dollar (KKP).

## Verkehr

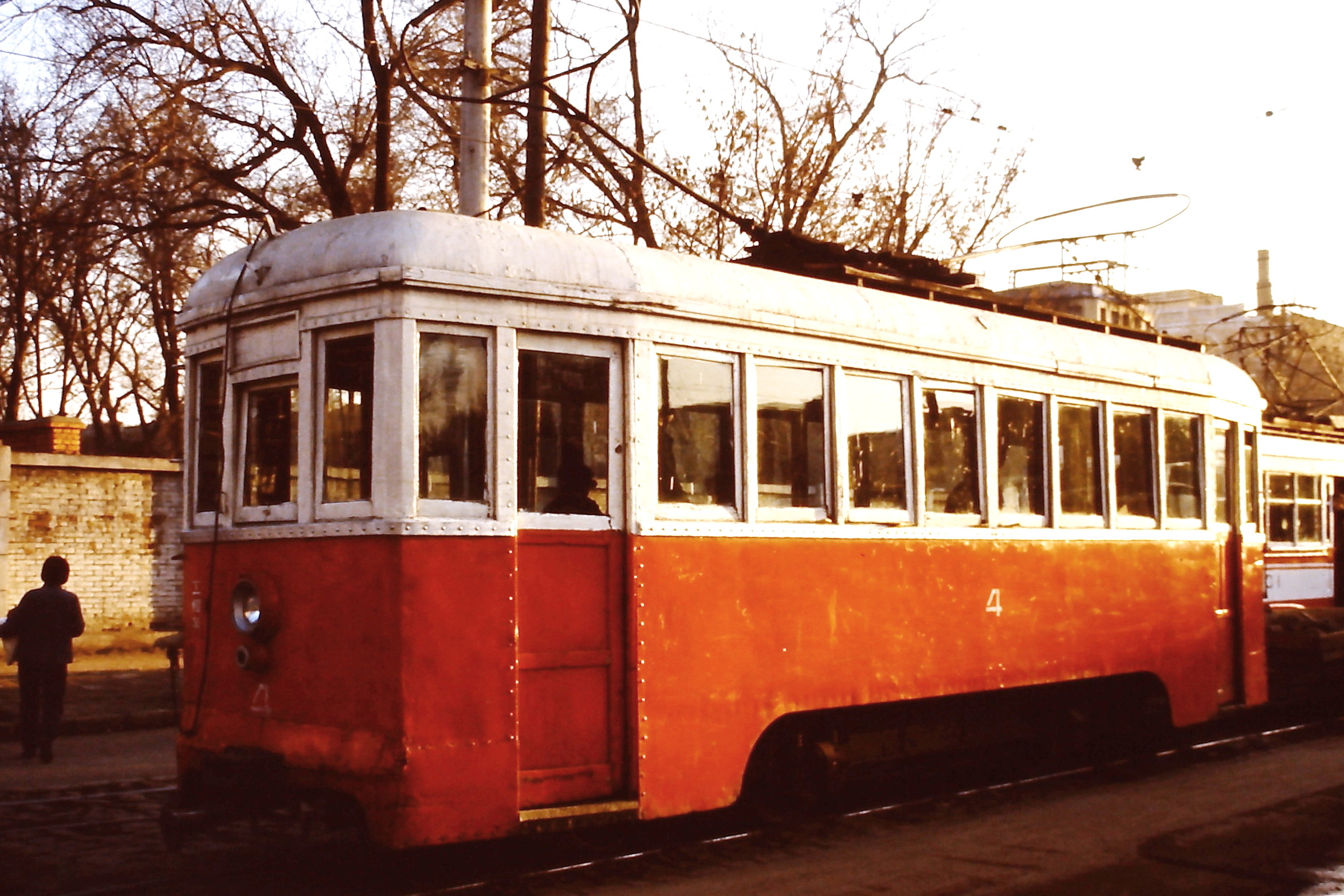
Alte Straßenbahn

Shenyang ist der verkehrstechnische Knotenpunkt Nordostchinas. Hier laufen die Bahnverbindungen aus Gesamt-Nordostchina zusammen, nämlich die Strecken Shenyang-Harbin, Shenyang-Dalian, Shenyang-Dandong und Shenyang-Peking. Shenyang wird von der Schnellfahrstrecke Peking-Shenyang, der Schnellfahrstrecke Harbin-Dalian und der Strecke Shenyang–Dandong bedient.
Parallel dazu laufen in Shenyang die Autobahnen nach Harbin, Peking (Shenbei Expressway) und Dalian (Shenda Expressway) zusammen.
Shenyang besitzt im äußersten Südosten der Stadt den Flughafen Shenyang Taoxian, der neben allen wichtigen innerchinesischen Zielen auch internationale Flüge nach Japan, Nord- und Südkorea, Russland, USA und Deutschland (Frankfurt) anbietet.
Die U-Bahn Shenyang begann den Betrieb auf ihrer ersten Linie im Jahre 2010. Sie umfasst per Sommer 2019 drei Linien. Weitere Linien sind in Bau bzw. Planung.
Bislang bedienen zahlreiche Buslinien in hohem Takt den ÖPNV, jedoch sind diese Busse oft überfüllt und bleiben häufig im Stau stecken. Busfahrten kosten 1 Yuan, in zur Sommerzeit klimatisierten Bussen 2 Yuan.

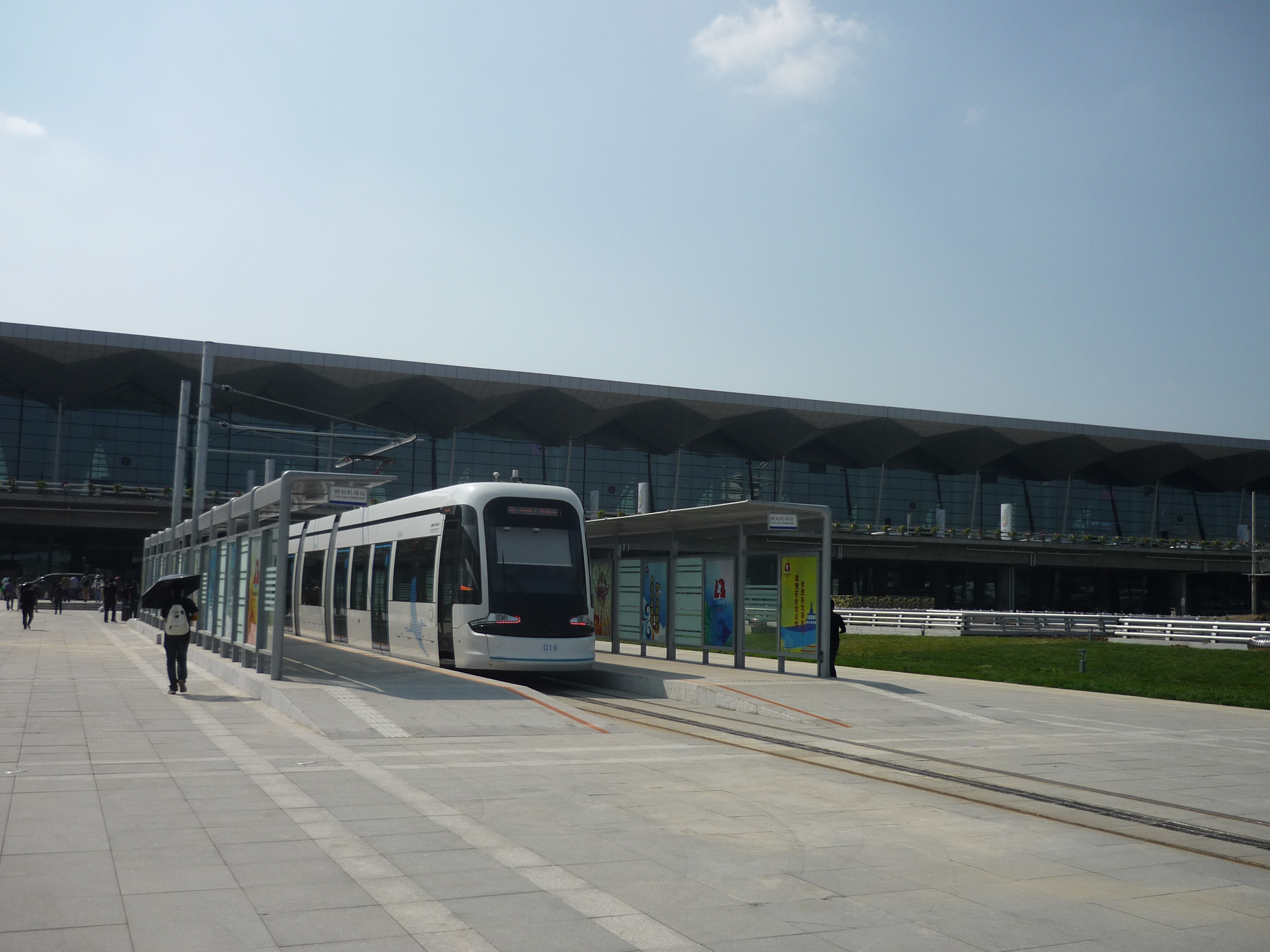
Moderne Niederflurstraßenbahn am Flughafen

Darüber hinaus existiert in der Stadt ein normalspuriges Straßenbahnnetz, welches 2013 eröffnet wurde und derzeit (Stand April 2023) aus sechs Linien mit einer Streckenlänge von 62 Kilometern besteht. 
Der Individualverkehr ist – wie in vielen chinesischen Großstädten – sehr hoch, zu Stoßzeiten treten lange Staus auf. Um dem entgegenzuwirken, werden zurzeit mehrere Hochstraßen gebaut, darunter die Wu Ai Street, welche dann mittels Brücke über den Fluss direkt an Shenyangs Hauptstraße Qing Nian Da Jie angeschlossen wird. Fertiggestellt sind bereits die Hochstraßen des zweiten Stadtrings und der Dongling Street Richtung Osten.

## Bildung
Als wirtschaftlicher Mittelpunkt Nordostchinas hat sich Shenyang auch zum Hochschulzentrum der Region entwickelt. Die Universität Nordostchinas wird ergänzt durch eine Technische Universität und spezialisierte Hochschulen für Energie, Finanzen und Ökonomie, Medizin, Musik (ehemaliger Student: Pianist Lang Lang) und Kunst. Wie überall in China sind die knappen Hochschulplätze begehrt, und die Oberschüler müssen eine dreitägige Auswahlprüfung durchlaufen.

## Galerie

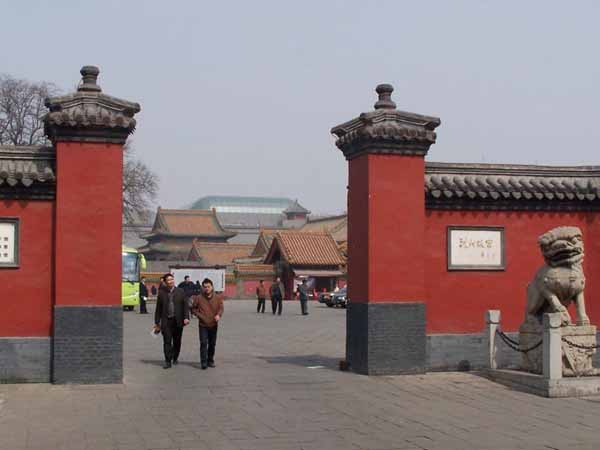
Tor zum Qingning-Palast
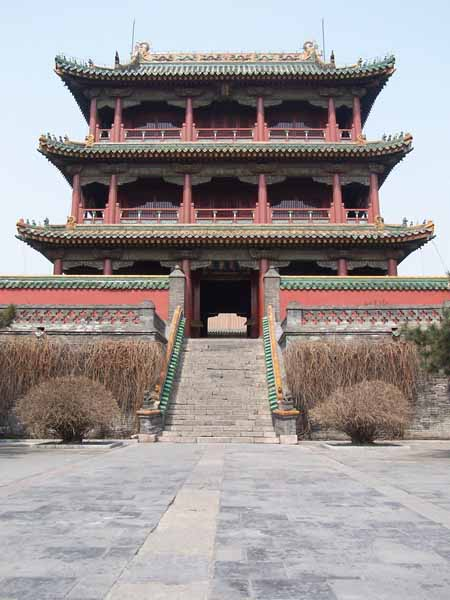
Qingning-Palast
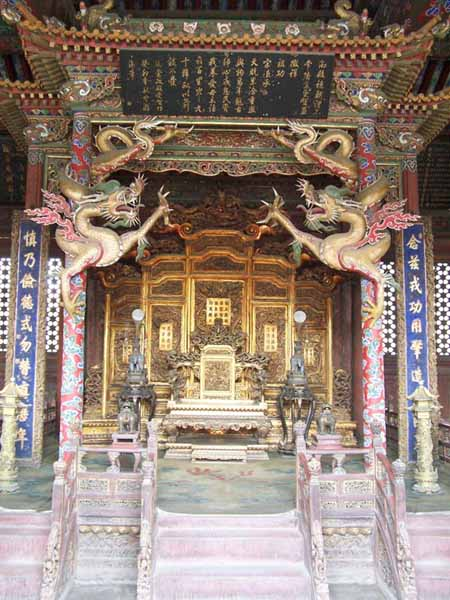
Chongzheng-Halle
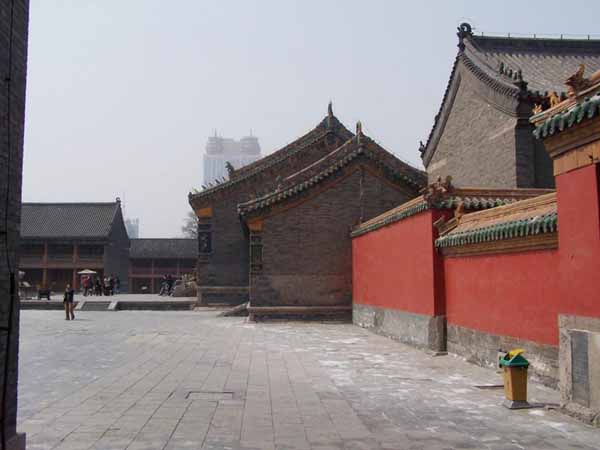
Chongzheng-Halle
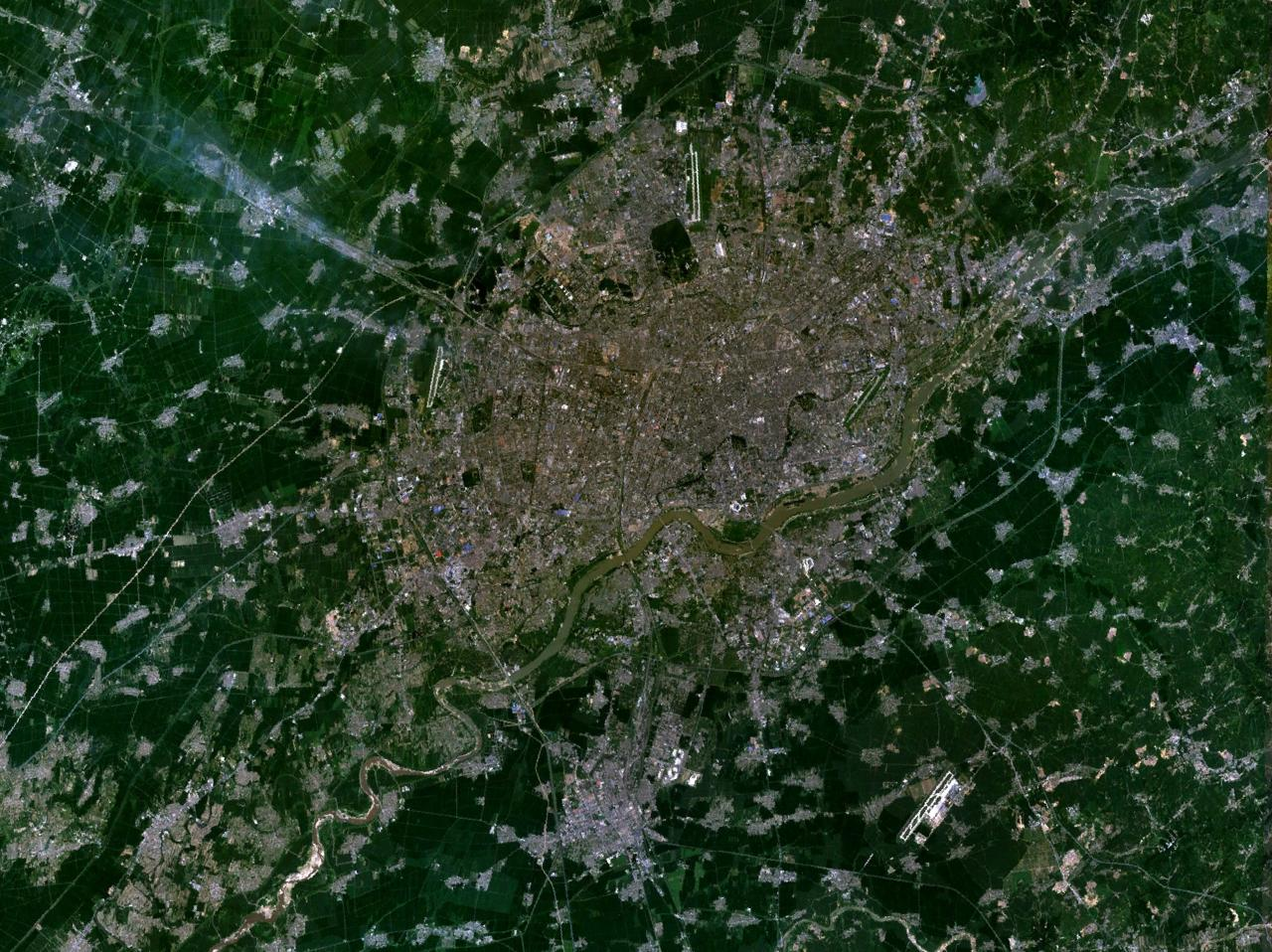
Satellitenbild von Shenyang
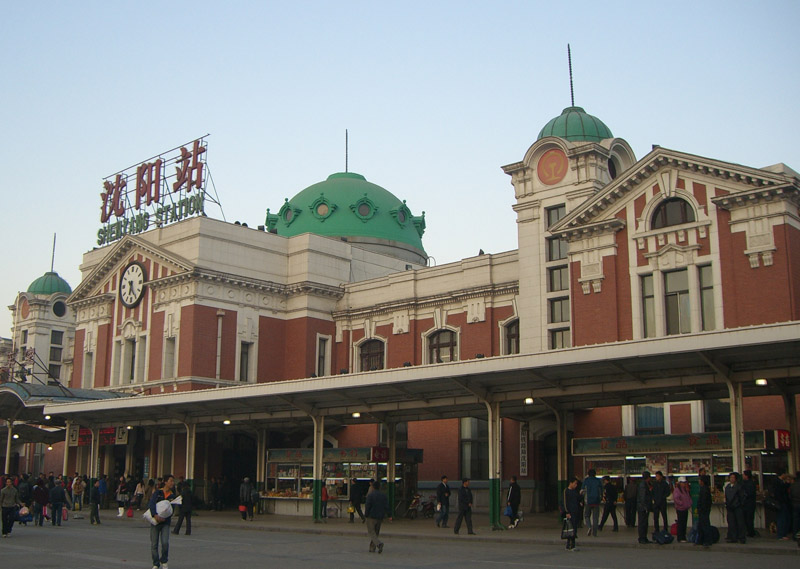
Shenyang Bahnhof
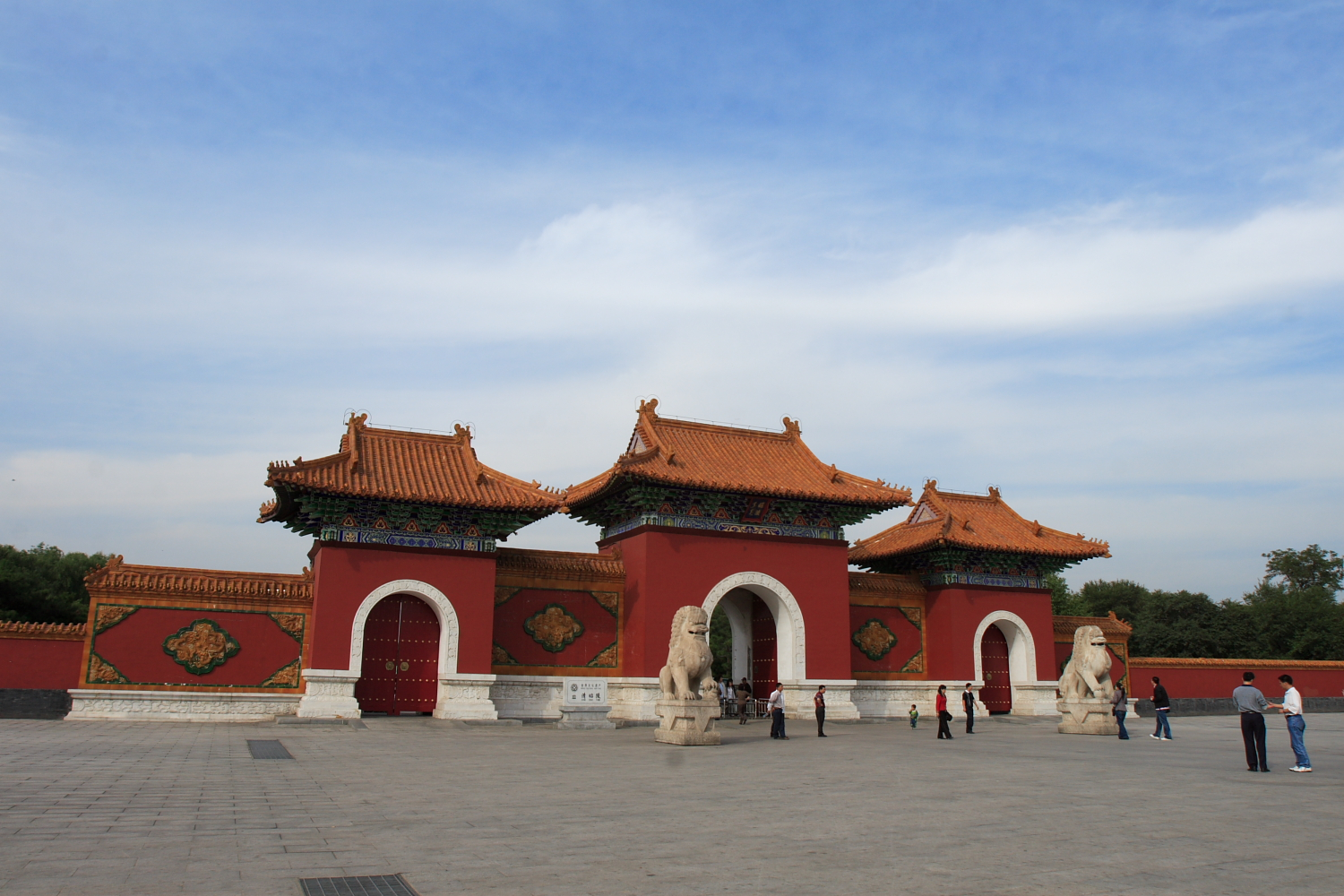
Süd-Eingang Beiling Park

## Partnerstädte
Seit Juni 2019 unterhält die Stadt Shenyang mit insgesamt 21 Städten Partnerschaften. Darunter gibt es mit Russland und der Republik Korea (Südkorea) jeweils drei Städtepartnerschaften und mit Japan und dem Vereinigten Königreich Großbritannien und Nordirland jeweils zwei.
1. Sapporo, Japan (seit November 1980)
2. Kawasaki (Kanagawa), Japan (seit August 1981)
3. Düsseldorf, Deutschland (seit September 1984)
4. Turin, Italien (seit Februar 1985)
5. Chicago, Vereinigte Staaten (seit September 1985)
6. Irkutsk, Russland (seit August 1992)
7. Quezon City, Philippinen (seit Mai 1993)
8. Monterrey, Vereinigte Mexikanische Staaten (seit Oktober 1993)
9. Ramat Gan, Israel (seit November 1993)
10. Seongnam, Republik Korea (seit August 1998)
11. Yaounde, Kamerun (seit Dezember 1998)
12. Thessaloniki, Griechenland (seit Juli 2005)
13. Katowice, Polen (seit Juni 2007)
14. Ufa, Russland (seit September 2011)
15. Novosibirsk, Russland (seit Mai 2013)
16. Daejeon, Republik Korea (seit Juli 2013)
17. La Plata, Argentinien (seit Mai 2014)
18. Incheon, Republik Korea (seit Juli 2014)
19. Belfast, Vereinigtes Königreich (seit Mai 2016)
20. Florida, Uruguay (seit Juni 2017)[12]
21. Glasgow, Vereinigtes Königreich (seit Juni 2019)[11]

## Persönlichkeiten
Söhne und Töchter der Stadt Shenyang
- Nandō Kunio (1916–2011), japanischer Eisschnellläufer
- Alexander A. Prashnowsky (1921–2015), Geologe und Geochemiker
- Heinz Friese (1931–1975), deutscher Sinologe und Hochschullehrer
- Seiji Ozawa (1935–2024), weltweit bekannter japanischer Dirigent und Komponist, 2002–2010 Musikdirektor der Wiener Staatsoper
- Zhou Tienong (1938–2023), Hochschullehrer und Politiker
- Joe Chang (* 1956), Zeichentrickregisseur
- Gao E (* 1962), Sportschützin
- Gong Li (* 1965), Schauspielerin
- Li Yuwei (* 1965), Sportschütze
- Yo Kan (* 1978), japanischer Tischtennisspieler
- Zheng Zhi (* 1980), Fußballspieler
- Qu Feifei (* 1982), Fußballspielerin
- Lang Lang (* 1982), Pianist
- Jin Ziwei (* 1985), Ruderin
- Yan Ni (* 1987), chinesische Volleyballspielerin
- Song Weilong (* 1989), Shorttracker